# Rosa anemoniflora
Rosa anemoniflora là loài thực vật có hoa trong họ Hoa hồng. Loài này được Fortune ex Lindl. miêu tả khoa học đầu tiên năm 1847.